# Petrinische Reformen

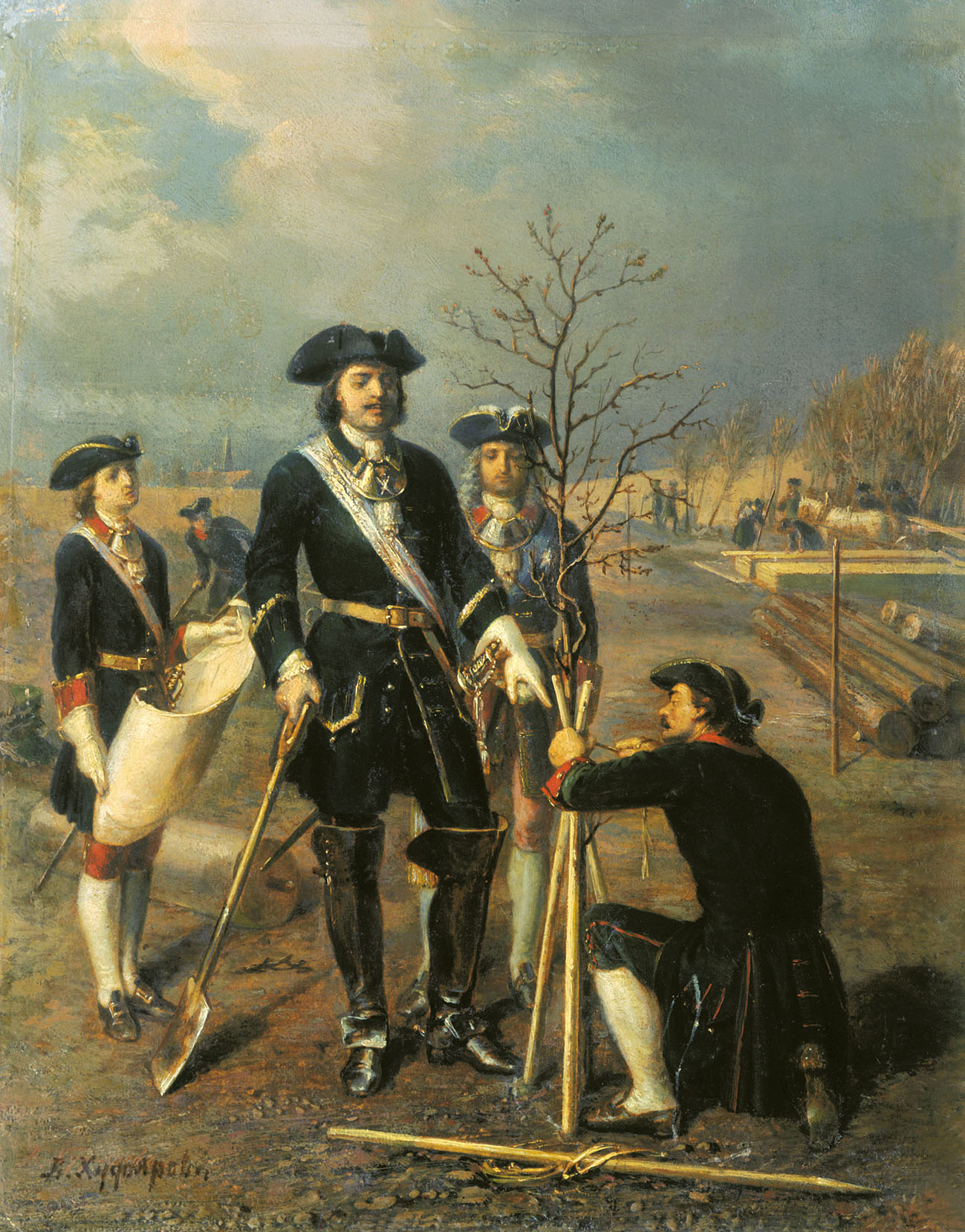
Peter I. der Große beaufsichtigt gärtnerische Arbeiten,
Historiengemälde von Wassili Pawlowitsch Chudojarow

Die Petrinischen Reformen sind die zusammenfassende Bezeichnung für die Reformen in verschiedenen Bereichen des öffentlichen und privaten Lebens im Zarentum Russland bzw. Russischen Kaiserreich, die von Zar Peter I. seit seiner Rückkehr von der Großen Gesandtschaft (1698) bis zu seinem plötzlichen Tod 1725 durchgesetzt worden sind.
Sie wurden unter den Bedingungen des langjährigen und schließlich siegreichen Großen Nordischen Krieges mit Schweden eingeleitet und durchgesetzt. Vielfach improvisierte man, einen Generalplan gab es nicht. Die oft sprunghaften petrinischen Reformen betrafen das Militärwesen, die Verwaltung, die Steuern, die Wirtschaft und die Kirche. Die Menschen, gleich welcher Schicht, wurden zwangsweise in den Dienst des Staates gestellt. Im Gegensatz zu früheren Zaren glaubte Peter I., dass eine wirksame Modernisierung des Landes sich nicht auf das Militärische beschränken dürfe, sondern das ganze zeitgenössische Leben umfassen müsse.
Die petrinischen Reformen brachen mit den altrussischen Traditionen (Gründung weltlicher Schulen, Zurückdrängung der Macht der Kirche) und trugen zur Modernisierung des Russischen Reiches bei, die letztlich zur Großmachtstellung Russlands im 18. Jahrhundert führte.

## Das Zarentum Russland am Ausgang des 17. Jahrhunderts
An der Wende zum 18. Jahrhundert öffnete Zar Peter der Große das teilweise in mittelalterlichen Strukturen erstarrte Zarentum Russland westeuropäischen Einflüssen und förderte Wissenschaft und Kultur. Russland lag technologisch zu diesem Zeitpunkt hinter den meisten Staaten Westeuropas zurück. Dazu beigetragen hatte die Abschirmungspolitik des Staatsapparates und der Kirche, die nur da Lücken bot, wo man den Westen benötigte. Auch griff der Moskauer Staat im Falle kriegerischer Gefahr noch auf Adelsaufgebote zurück und war zudem wegen seiner schwachen Finanzkraft nicht in der Lage, den Schutz des riesigen, nur unzureichend erschlossenen Territoriums überall erfolgreich zu übernehmen.
Der junge Herrscher hatte sich durch Aufenthalte in der Moskauer Ausländer-Vorstadt, der Nemezkaja sloboda, und seine Aufenthalte während seiner ersten großen Auslandsreise von März 1697 bis August 1698, der sogenannten Großen Gesandtschaft, in den Niederlanden und England ein genaues Bild von Westeuropa, seinem Wissen und seiner Technik gemacht.

## Reformwerk

### Staatsumbau
Eine umfassende Reformierungspolitik setzte eine tragende und fähige Bürokratie voraus, die die Maßnahmen weitergeben konnte. Die vorhandenen Administrationsorgane waren für diese Zwecke aber unzulänglich. Waren die am Anfang durchgeführten Reformen in diesem Bereich noch überhastet, wurden diese nach der Schlacht von Poltawa sorgfältiger ausgearbeitet. Auch wurden vielfach ausländische Fachkräfte und Gelehrte herangezogen, die Entwürfe und Reglements ausarbeiteten.

#### Gebietsterritoriale Reformen

Einteilung Russland in 8 Gouvernements im Jahr 1708:

Die Gebietsreformen lassen sich in drei Phasen einteilen:
- Der erste Abschnitt begann mit der Stadtreform von 1699 – um den Machtmissbrauch der Woiwoden zu begrenzen, ließ Peter I. am 30. Januar 1699 in einem Ukas (Erlass mit Gesetzeskraft) Rathäuser für die Städte errichten. Von den Kaufleuten bestimmte Bürgermeister sollten sämtliche Steuer- und Rechtsfragen der Handelstreibenden an sich ziehen, um den Kaufleuten Rechtssicherheit zu gewähren, dem Staat aber ungeschmälerten Steuerfluss zu sichern.
- Der zweite Abschnitt folgte mit der Gouvernementsreform von 1708/09 – mit einem Ukas wurde das Staatsterritorium in acht Gouvernements aufgeteilt, deren Steueraufkommen den jeweiligen Befehlshabern zur Truppenversorgung diente. Durch diese eingeleitete Dezentralisierung wurde gewährleistet, dass in einem Kriegsfall, in dem sich Russland ja befand, zumindest Teile des Landes verteidigungsfähig blieben.
- Die letzte Phase erfolgte mit dem neuerlichen Umbau des Gouvernements 1719. Der Befehl zur Neuordnung der Provinzen erging am 29. Mai 1719: Zunächst wurden den Gouverneuren viele Rechte entzogen; so leitete ein Woiwode unter Umgehung des Gouverneurs die Steuern direkt nach Sankt Petersburg weiter. Die nunmehr 11 Gouverneure behielten im Wesentlichen ihre militärischen Kompetenzen. Zweitens wurde die Zahl der von Woiwoden geleiteten Provinzen auf 50 erhöht. Schließlich richtete Sankt Petersburg in der lokalen Verwaltung eine Vielzahl neuer Ämter ein, um die Gewaltenteilung zu verankern.

#### Senat
Ab 1711 stand der Senat als oberste Zentralbehörde im Mittelpunkt der Reformbemühungen. Der Senat war eine Gruppe der höchsten Würdenträger des Landes, die beratende Funktion hatten und in der Lage sein sollten, die Regierung bei Abwesenheit Peters zu führen. Mit dem Ukas vom 22. Februar 1711 wurden neun Männer zu Senatoren, wobei mit der Leibkanzlei als Teil der alten Bojarenduma auch personelle Kontinuitäten zutage traten. Der Senat hatte das Justizwesen zu leiten und das gesamte Feld der Innenpolitik. Die zuvor bestandene Bojarenduma wurde daraufhin abgesetzt. Der Senat wurde nach Möglichkeit mit Personen besetzt, die aufgrund ihrer Kompetenz ausgewählt wurden. Das Militär- und Außenministerium hatte dabei eine Schlüsselstellung, sie waren immer in engem Kontakt mit dem Zaren. Der Senat bestand mit nur wenigen Änderungen bis 1917.

#### Kollegien
Die Reform der zentralen Ämter war lange vorbereitet und im Ausland beobachtet, Gottfried Wilhelm Leibniz gab beispielsweise nützliche Hinweise. Andere Länder wie beispielsweise Schweden dienten teilweise als Vorbilder. Aufgrund dessen wurden – als modernste Neuerung – sogenannte Kollegien eingeführt, die in etwa die Funktion von Ministerien hatten. Peter führte von diesen Kollegien zehn ein, die folgende Ressorts hatten:
- Berg (Bergbau)
- Manufaktur (Manufakturen)
- Kommerz (Handel)
- Staatskontor (Staatsfinanzen)
- Kammer (Finanzen des Zaren), unterstand dem Senat
- Krieg (Militär)
- Admiralität (Marine)
- Außen (Außen)
- Justiz (Justiz)
- Kirchenangelegenheiten (erst 1721 dazugekommen, stand neben dem Senat)

Die Kollegien wurden vom hohen Adel gebildet. Viele Probleme der Verwaltung entstanden mit den Kollegien aufgrund von Ressortüberschneidungen und Konkurrenzdenken. Doch dieses Verwaltungssystem blieb prinzipiell bis 1917 erhalten. Große Veränderungen gab es vor allem in den Bereichen Kultur, Kirche, Wissenschaft und Bildung.

#### Verlegung der Hauptstadt

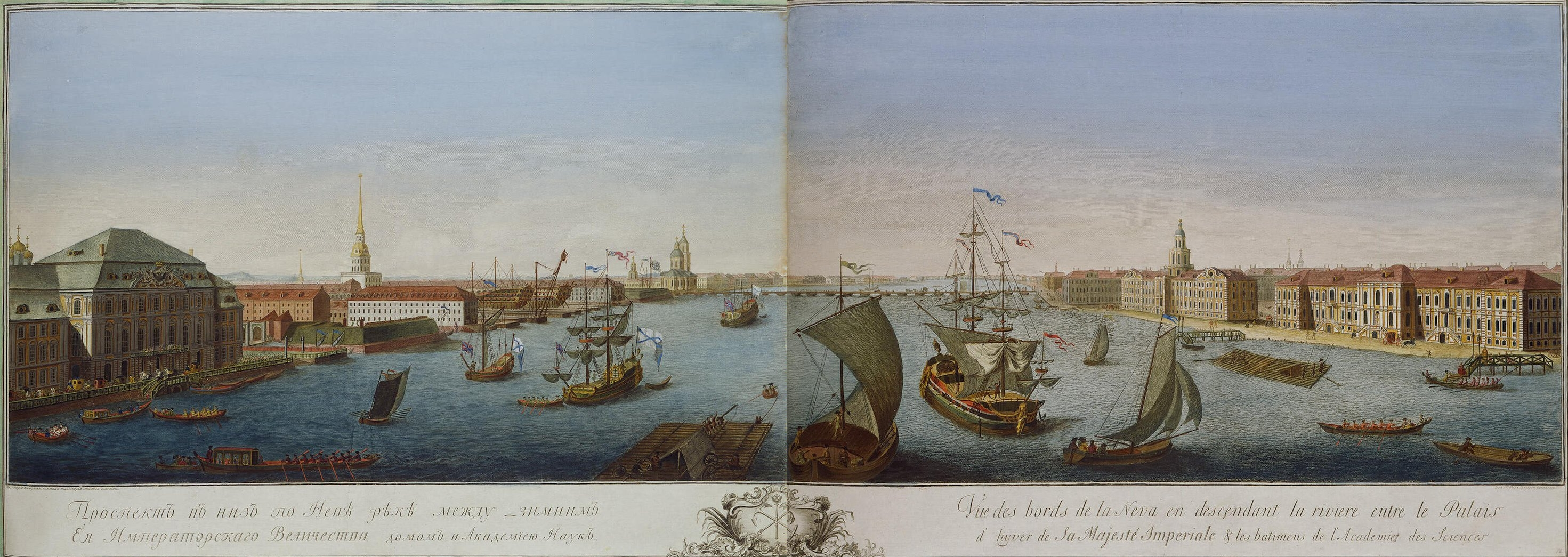
Das neuerbaute Sankt Petersburg und Newa, Kupferstich von Joseph Valeriani und Michail Iwanowitsch Machajew, 1753
Die neue Hauptstadt galt im russischen Volk als Symbol des fremden, unverständlichen, unnützen und abgöttischen Neuen. Die ablehnende Haltung wurde hervorgerufen durch die großen Opfer, die der Bau der Stadt forderte, und durch die Anwendung von Zwangsmitteln bei der Peuplierung der Stadt. So wurde bald nach dem Tod Peters I. die Hauptstadt für kurze Zeit wieder nach Moskau verlegt.

Für eine erfolgreiche und nachhaltige Reorganisation des Verwaltungsapparates bedurfte es aber eines bedeutenden Signals, um mit den festgefahrenen Moskauer Traditionen zu brechen. Dieses Signal bot sich an, nachdem russische Truppen am 1. Mai 1703 bis zur Newa-Mündung vorgestoßen waren. Der Zar ließ nun nach eigenem Plan ab dem 16. Mai die Peter-und-Paul-Festung errichten mit dem Ziel, ein dauerhaftes „Fenster zum Norden“ zu etablieren und damit die Öffnung für die Modernisierung deutlich zu machen. Im November traf das erste holländische Handelsschiff ein, zugleich entstand die erste russische Waren- und Wechselbörse.
In den folgenden Jahren wurde der Ausbau der neuen geplanten Hauptstadt, Sankt Petersburg exzessiv vorangetrieben, ungeachtet aller Opfer. Dafür beorderte Zar Peter seit 1704 für die Sommermonate 24.000 Arbeitskräfte in die Sümpfe des neu eroberten Mündungsdeltas der Newa. Seit 1708 stieg die Zahl auf bis zu 40.000. Es kam zu Unruhen, vor allem in Südrussland. 1712 wurde die Regierung von Moskau nach St. Petersburg verlegt. Um die neue zentrale Rolle der Stadt als Fenster nach Norden zu fördern, erzwang Zar Peter I. seit 1720 die Umleitung fast des gesamten russischen Außenhandels vom bis dato bedeutendsten russischen Außenhandelshafen Archangelsk nach St. Petersburg.

### Militärreformen
Während der Regierungszeit des Zaren Peter I. 1689 bis 1725 wurden durch Patrick Gordon, François Le Fort und andere die Grundlagen einer modernen Armee nach westeuropäischem Vorbild geschaffen. Als Initialzündung für die grundlegende Reformierung erwies sich die Katastrophe infolge der Schlacht bei Narva im Großen Nordischen Krieg im Jahr 1700, bei der sich die russische Armee als deutlich unterlegen gegenüber einer viel kleineren schwedischen Streitmacht erwies. Zu der Zeit verfügte der Zar über ein Heer von 100.000 Mann, das durch die Auflösung der Strelitzen-Regimenter 1698 und die Verstoßung der Strelitzen aus dem Heer um 30.000 Mann geschwächt wurde. Die Armee war zudem bis auf vier Regimenter schlecht bewaffnet und noch schlechter ausgebildet und geführt.
Da die schwedische Hauptarmee auf dem polnischen Kriegsschauplatz gebunden war, nutzte Zar Peter I. die Situation und baute Schritt für Schritt die Armee wieder auf. Durch Rekrutierungen konnte die Armee wieder gestärkt werden und umfasste 1705 bereits wieder 200.000 Soldaten, nach 34.000 im Jahr 1700. Peter I. ernannte ausländische Experten, die die Truppen – ausgestattet mit modernen Waffen – in den Methoden der westeuropäischen Kriegsführung schulen sollten. Um die bei Narva verlorengegangene Artillerie schnell wieder aufzubauen, ließ Peter I. Kirchenglocken konfiszieren, um aus ihnen Kanonen herzustellen. So verfügte im Frühjahr 1701 die russische Armee wieder über 243 Kanonen, 13 Haubitzen und 12 Mörser. Danach wurden weitere Anstrengungen unter der Leitung geschickter holländischer Geschützgießer unternommen, um die Artillerie weiter zu modernisieren. In Lüttich, Europas ältester und wichtigster Waffenfabrik, wurden 15.000 neue Musketen gekauft.
Weitere Punkte der Heeresreform von 1705 und davor:
- Die alte Moskowiter Reiterei wurde durch Dragonerverbände ersetzt, die keine reinen Adelsverbände mehr darstellten.
- Weitere Anstrengungen wurden für den Aufbau von militärischen Ausbildungsstätten unternommen. Ferner wurden die ehemaligen Spielregimenter Peter des Großen, das Preobraschenski- und das Semjonowski-Regiment als privilegierte Eliteeinheiten der Zaristischen Garde errichtet.
- Der Adel, der bisher im Rahmen des Adelsaufgebotes dienstverpflichtet war und als Gefolgsleute Dienstlehen erhalten hatten, wurde von nun an als regelmäßig besoldete Offiziere in die Armee eingebunden. Das Unteroffizierskorps und die Mannschaften wurde durch Bauern und Bürger der Städte gestellt. Die Dienstzeit betrug 15–20 Jahre.
- Als Spezialisten wurden ausländische Fachleute in die Organisation des russischen Heeres integriert, wobei die Schlüsselpositionen von Russen besetzt blieben.

Die Zaristische Armee konnte zwischen 1701 und 1706 von 40 auf 78 Regimenter vergrößert, und bis 1709 von Grund auf erneuert und reorganisiert werden, so dass sie in der Lage war, mit den disziplinierten schwedischen Truppen mitzuhalten und in der Schlacht bei Poltawa einen entscheidenden Sieg zu erringen, und die Wende des Krieges herbeizuführen.
Da Peter der Große in seinen 36 Regierungsjahren nur in 2 Jahren keinen Krieg führte, gab es eine Vielzahl von Aushebungen. Allein zwischen 1705 und 1713 während des Großen Nordischen Krieges gab es 10 Musterungen, die rund 337.000 Männer zu den Waffen riefen. Die Dienstbedingungen waren allerdings so schlecht, dass während des Großen Nordischen Krieges etwa 45.000 russische Soldaten tödlich verletzt wurden, aber 54.000 an Krankheiten starben.
Eine weitere Reform Peters, die auch für die Erhöhung der Effizienz der Armee sehr wichtig war, war die Reform der Rangtabelle 1721. Ursprünglich durfte nach der alten Rangtabelle niemand in der Armee unter jemandem dienen, dessen Rang niedriger war als der Rang des eigenen Vaters. Dies führte dazu, dass geeignete Militärs keine Führungsaufgaben in Verbänden übernehmen konnten, sofern in diesen Verbänden Söhne ranghöherer Adeliger dienten. Dadurch wurde die Schlagkraft der russischen Armee massiv geschwächt. Dieses System wurde von Sofia Alexejewna zwar außer Kraft gesetzt, aber erst 1721 durch die neue Rangordnung ersetzt. Vor allem in den Garderegimentern, die aus den Spielregimentern Zar Peters entstanden waren, wurde der Adel verpflichtet. Die Dienstpflicht wurde streng gehandhabt. Jeder männliche erwachsene Adelige musste im Regiment aktiv werden. Die Dienstzeit des Adels betrug ungefähr 25 Jahre.
Zur Finanzierung der neuen russischen Armee und der neu gegründeten russischen Flotte führte Peter der Große 1718 die Kopfsteuer für die leibeigenen Bauern und die steuerpflichtigen Bürger der Städte ein.
Durch die schlechten Bedingungen in der Armee nahm zu der Zeit die Desertion große Ausmaße an. Eine von der russischen Administration unternommene Zählung ergab 198.876 Deserteure in der Zeit von 1719 bis 1727.

### Wirtschaftsreformen
Peter baute eine merkantilistische Wirtschaft auf. Dazu zählt besonders seine starke Förderung der Manufakturen. Beim Amtsantritt Peters existierten in Russland nur zehn Manufakturen. Die Förderung der Industrie stand in engem Zusammenhang mit den Bedürfnissen der Armee während der langen Kriegsjahre. Aber darüber hinaus entstanden auch viele Manufakturen und Fabriken, die Gebrauchsgüter herstellten. Einige Fabriken, unter ihnen die Spiegelfabrik Menschikows, arbeiteten schon für den Export. 1716 wurde das Spinnrad in Russland eingeführt. Noch ein Jahr vor seinem Tod ordnete Peter I. an, dass alle Findelkinder zu Handwerkern und Fabrikanten erzogen werden sollten. In seinem letzten Regierungsjahr gab es etwa 100 Fabriken, darunter einige mit mehr als 3000 Beschäftigten – herausragend die Waffenfabrik von Tula. Wesentlichen Anteil an der Entwicklung der Hüttenindustrie hatte der deutsche Bergbauspezialist Baron von Hennin, der Vorsitzender des Bergkollegiums war. Am Ende der Regierung registriert die Statistik einen ausgeglichenen Staatshaushalt von etwa zehn Millionen Rubel.

### Kirchenreform
Das Verhältnis zwischen Zar und Kirche war seit Peters Thronbesteigung angespannt. Zar Peter I. spürte hinter den Strelizen die Hände der Kirche. Auch in den Klöstern vermutete er verschwörerische Kräfte der Mönche. Der Klerus stand geschlossen (Gläubige und Altgläubige) gegen die Neuerungen Peters. Der Klerus hatte eine große Macht im Volk, so dass Zar Peter I. die Kirche in seine Reformen integrieren musste. Der Tod des Patriarchen Adrian (1628–1700) am 16. Oktober 1700 kam ihm dabei gelegen. Zar Peter I. unterband die Wahl eines neuen Patriarchen und setzte stattdessen einen Patriarchatsverweser ein, der im Gegensatz zum Patriarchen nicht die Würde der russisch-orthodoxen Unfehlbarkeit verkörperte. Erst nach dem Großen Nordischen Krieg begann Zar Peter I. die Reformierung der russisch-orthodoxen Kirche.
Am 25. Januar 1721 wurde durch das Geistliche Reglement eine Staatsbehörde geschaffen, der Heiligste Dirigierende Synod (das Geistliche Kollegium), der die Stelle des Patriarchats einnahm. Die Mitglieder schworen dem Zaren einen Amtseid, so dass diese Institution vom Zaren abhängig wurde. Zar Peter I. hatte sozusagen ein Ministerium für kirchliche Angelegenheiten geschaffen und gleichzeitig die kirchliche Eigenständigkeit abgeschafft. Die kirchliche Gerichtsbarkeit wurde eingeschränkt, genauso wie der Besitz der Klöster, denen er auch die Zahl der Mönche beschnitt.

### Sozialreformen

#### Bildungsreformen
Energisch setzte sich Peter der Große für die Förderung von Kultur, Bildung, und Wissenschaft in seinem Reich ein. Bei der Verwirklichung seiner Reformabsichten – die ihn insbesondere bei seinen kürzeren Auslandsaufenthalten im Heiligen Römischen Reich 1711 und 1712/3 geprägt hatten, bediente sich der Zar vor allem der Deutschen Frühaufklärung, die in Russland im 18. Jahrhundert zur vorherrschenden Denkrichtung werden sollte. Insbesondere die ersten bedeutenden russischen Wissenschaftler Tatischtschew, Lomonossow und Trediakowski waren in höchstem Maße von deutschen Gelehrten wie Leibniz und Wolff beeinflusst.
Der hohen Bedeutung, die der Zar der Bildung für die Entwicklung einer modernen Gesellschaft beimaß, zeigten seine zahlreichen Erlasse, durch die Schulen der verschiedensten Typen ins Leben gerufen wurden. Dennoch blieb das weltliche Schulwesen im Argen, weil es an Geld und Lehrern fehlte. Ein weiteres Projekt, das Zar Peter in Angriff nahm, war die Etablierung einer Akademie der Wissenschaften, die im Dezember 1725 nach seinem Tod von seiner Nachfolgerin Katharina I. als Russische Akademie der Wissenschaften gegründet wurde. In enger Verbindung mit der Akademiegründung standen die von ihm befohlene Erkundung und Erforschung seines riesigen Reiches. Die von Peter I. inspirierten Forschungsexpeditionen bis in den Fernen Osten, wie z. B. die Expeditionen Berings vermittelten der russischen Wissenschaft wichtige Impulse und förderten die wirtschaftliche und kulturelle Entwicklung des Reiches.

#### Kalenderreform
Eine Veränderung der alten Ordnung (starina) erfolgte beispielsweise durch eine Kalenderreform, wobei der byzantinische Kalender abgeschafft wurde. So wurde der 1. September 1699, der in Moskau der Anfang des Jahres 7208 hätte sein sollen, nicht gefeiert, sondern stattdessen auf weltliche Weise der 1. Januar 1700. Es kam damit zur Einführung des julianischen Kalenders (er war in protestantischen Ländern im Vergleich zum gregorianischen Kalender üblicherweise 11 Tage zurück).

#### Steuerreformen
Um die Besteuerung zu rationalisieren, wurde 1718 die Kopfsteuer eingeführt, wonach allen männlichen Landbewohnern gleichmäßig die gesamte Steuerlast eines Dorfes aufgebürdet werden sollte. Eigentlich als Erleichterung für die Bauern gedacht, hatte sich durch die ständigen Finanzforderungen des Zaren und die häufigen Rekrutenaushebungen die Lage der Bauern erheblich verschlechtert. In allen Bevölkerungsschichten gab es erheblichen Widerstand gegen die Reformpolitik, der sich in verzweifelten Volksaufständen äußerte, die wiederum auf Befehl des Zaren mit brutaler Gewalt niedergeschlagen wurden. Dass die drückende Steuerlast, die Schollenbindung und Leibeigenschaft der Bauern Hauptursachen für die nur langsamen Fortschritte im Russischen Reich waren, wurde von Zar Peter I. nicht gesehen.

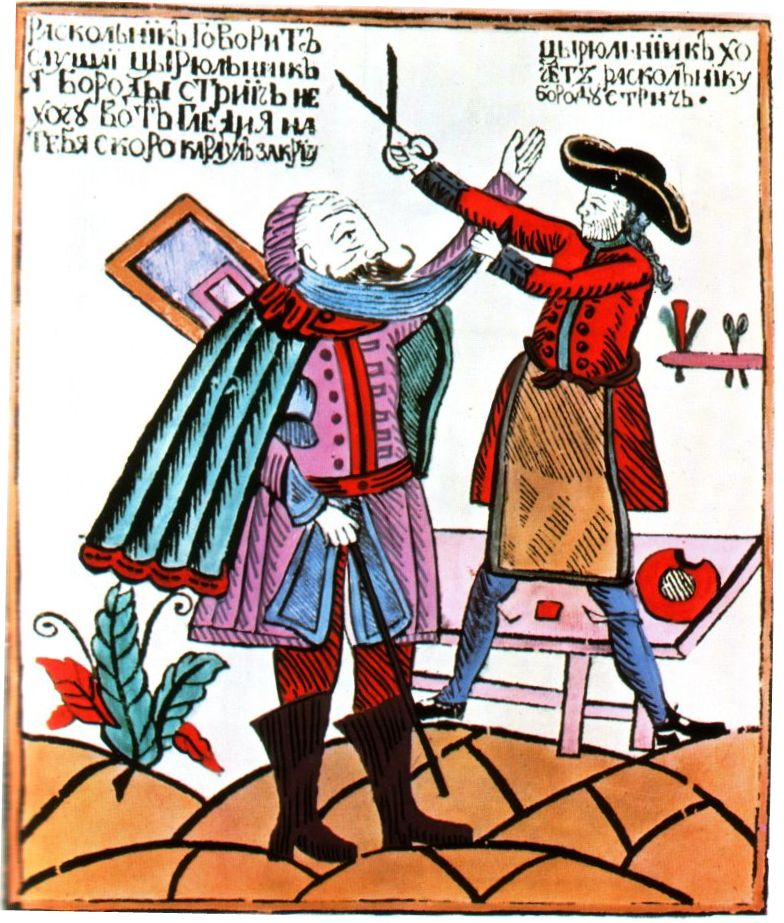
Karikatur auf die Reform Peters des Großen: Einem altgläubigen Russen wird der Bart abgeschnitten, Holzschnitt für ein Flugblatt, Ende 17. Jahrhundert

Zar Peter der Große hatte den Eindruck, dass im Russland seiner Zeit zu sehr an althergebrachten Traditionen festgehalten werde und das Land auf manchen Sektoren einer Modernisierung bedürfe. In seiner Meinung bestärkten ihn Eindrücke, die er auf seiner Reise ins westliche Europa gewonnen hatte. Unter anderem waren wallende Vollbärte in den von ihm besuchten Ländern eher selten zu sehen und auch die Kleidung der bereisten Länder erschien ihm funktioneller, als die Gewänder seiner Untertanen. Er nahm sich daher vor, Verschiedenes in seinem Reich zu ändern.
Als er vom Auslandsaufenthalt heimgekommen war, wurde am 26. Augustjul. / 5. September 1698greg. im Schloss von Preobraschenskoje, zu jener Zeit der Zarensitz vor Moskau, ein Empfang gegeben, zu dem viele Würdenträger erschienen. Peter der Große erschien die Gelegenheit günstig, gleich ein Zeichen für neu anbrechende Zeiten zu setzen. Er ließ sich Barbierzeug geben und schnitt eigenhändig die langen Bärte seiner Besucher ab. Nur drei Personen entgingen ihrem Bartverlust: Sein früherer Vormund Tichon Strešnev (1644–1719), der russisch-orthodoxe Patriarch Adrian I. und der schon sehr alte Fürst Čerkasskij. Einige Tage danach gab der Zar seinem Hofnarren den Auftrag, die Prozedur des Bartabschneidens bei Hofe fortzusetzen. An der Tafel des Zaren war nunmehr stets ein des Barbierens kundiger Bediensteter eingesetzt, der jedem erscheinenden Bartträger noch während der Dauer des Mahls die Haare stutzte.
Damit nicht genug, gab Peter am 5. September 1698 einen Ukas heraus, der Männer, ausgenommen Geistliche und tendenziell Bauern, anhielt, sich ihren Vollbart abzurasieren. Doch Widerstände von Betroffenen blieben. Daraufhin belegte er Vollbartträger mit einer Abgabe, die 1701 und 1705 vom Zaren erneut angeordnet wurde. Bauern, die in eine Stadt kamen, mussten die Abgabe bezahlen, wollten sie ihren Bart behalten.

#### Adelsreform
1722 wurde im Zuge der Adelsreform eine Rangtabelle eingeführt. Sie ermöglichte den unmittelbaren Vergleich ziviler und militärischer Dienstgrade, sollte die Vormachtstellung des alten Erbadels, der Bojaren, brechen und einen von der Krone abhängigen Dienstadel schaffen. Nur ein Drittel des Adels durfte sich dem zivilen Dienst widmen; das Militärische genoss Vorrang.
Um St. Petersburg, die Stadt an der Ostsee, zu stärken, mussten viele russische Adelige dort, in einer Stadt ohne Hinterland und mit ungesundem Sumpfklima, diese aufbauen. Denn wer in Peters Reich vorankommen wollte, musste sich seiner Meinung nach der notwendigen Modernisierung anpassen. Unter Peter stiegen viele Leute aus dem Landadel oder bescheideneren Verhältnissen auf, so etwa Heinrich Ostermann, Alexander Menschikow, Peter Schafirow. Doch auch die alten Bojarenfamilien, die Scheremetjews, Dolgorukis, Apraxins und Peter Tolstoi nahmen westeuropäische Titel wie Fürst oder Graf an. Andere Leute, die einen unerwartet schnellen Aufstieg erlebten, waren Zarin Katharina I., die eine litauische Magd gewesen war, Menschikow, der Pastetenbäcker gewesen sein soll, Lefort, ein Bürgerlicher aus Genf. Ostermann, einer von Peters besten Diplomaten, war ein Gastwirtssohn aus Westfalen und Peter Schafirow ein konvertierter Jude. Es gibt viele Beispiele dafür, dass Peter fähige Leute nach Verdienst beförderte. Er machte einmal einen Leibeigenen, der anonym einen guten Verbesserungsvorschlag gemacht hatte, zum Leiter der Kanzlei. Doch Peter konnte natürlich nicht den Adel ignorieren und er konnte ebenso wenig alle Schlüsselstellungen in Administration und Armee nur mit Emporkömmlingen und Ausländern besetzen. Peter wollte, dass der Adel die ihm gebührenden Stellen in Verwaltung und Armee besetzte und aktiv seinen Staat mitgestaltete, das allerdings in Peters Sinne der Modernisierung. Die Bojaren sollten die nötigen Qualifikationen besitzen. Sie mussten Arithmetik, Sprachen, Geometrie und Ballistik erlernen, ihre Söhne ins Ausland schicken und vieles mehr. Wer sich bewährte und die Politik des Zaren mitmachte, konnte sehr hoch steigen. So waren auch konservative Adelige gezwungen mitzumachen, wollten sie nicht gesellschaftlich und politisch ins Abseits geraten und von Ausländern überspielt werden. In Russland besaß der Adel noch einen großen Einfluss im ländlichen Raum.

## Beurteilung und Fortführung des Reformwerks
Die Einschätzung des Reformwerks Peters I. ist nicht einheitlich, brachte er doch bei seinen Modernisierungsversuchen die Kräfte der Unterschichten an den Rand der Erschöpfung. Seine lange Zeit hervorgehobene Pionierrolle bei der Modernisierung Russlands wurde relativiert: Viele seiner Reformen wurzelten in den Vorstößen seiner Vorgänger des ausgehenden 17. Jahrhunderts.
Peters I. Nachfolger setzten die von ihm intensivierte Modernisierung Russlands grundsätzlich fort, wenn auch viele seiner Reformen zunächst rückgängig gemacht wurden. Die Kraft der petrinischen Umgestaltungen war aber so groß, dass der Prozess der Modernisierung in Russland selbst unter den späteren, schwachen Kaisern unumkehrbar wurde.
Vor allem Kaiserin Katharina II. (die Große), gebürtige deutsche Prinzessin Sophie Friederike Auguste von Anhalt-Zerbst, knüpfte an die petrinischen Reformen an und setzte zugleich die ambivalenten Tendenzen von Peters Reformwerk, als aufgeklärte Herrscherin unter Anwendung autokratischer Machtmethoden, fort.